# Wilhelmsburg 09
Wilhelmsburg 09 war ein Sportverein aus dem Hamburger Stadtteil Wilhelmsburg. Die erste Fußballmannschaft spielte sieben Jahre in den damals erstklassigen Gauligen Niedersachsen, Nordmark bzw. Hamburg.

## Geschichte
Der Verein wurde im Jahre 1909 als FC Pretoria Wilhelmsburg gegründet, in Anlehnung an einen HAPAG-Dampfer. Zehn Jahre später wurde der Name in Wilhelmsburger FV 09 geändert, im Volksmund hieß er fortan schlicht "Nullneun".
Im Jahre 1922 gelang der überwiegend aus polnischstämmigen Spielern gebildeten Mannschaft der Aufstieg in die erstklassige Bezirksliga Nordhannover, wo man zunächst Jahre lang im Schatten des Lokalrivalen Viktoria stand. Im Jahre 1930 beendeten beide Vereine die Saison punktgleich und mussten den Meister im Entscheidungsspiel ermitteln. Nach einem 2:2 gelang 09 mit einem 3:2 im Wiederholungsspiel der Titelgewinn. In der Qualifikation zur Norddeutschen Meisterschaft trafen die Wilhelmsburger auf Holstein Kiel und führten bereits mit 2:0 und 3:1. Beim Stande von 4:4 setzte plötzlich ein heftiger Schneefall ein und Kiel gewann mit 8:4.
Mit der Einführung der Gauligen als der höchsten Spielklasse im Jahre 1933 wurde 09 in die Zweitklassigkeit verbannt. Im Jahre 1936 gelang der Aufstieg in die Gauliga Niedersachsen, als die Wilhelmsburger gegenüber dem VfB Oldenburg und dem VfB Schinkel den besten Torquotienten aufwiesen. In der Gauliga sicherten sich die 09er durch einen 2:0-Sieg über Hannover 96 den Klassenerhalt. Durch das Groß-Hamburg-Gesetz von 1937 mussten die Wilhelmsburger zur Saison 1937/38 in die Gauliga Nordmark wechseln. Diese erwies sich als zu stark für die 09er, die unter anderem beim Hamburger SV mit 0:14 verloren. Am Saisonende stand der Abstieg als Tabellenletzter.
Nachdem die Mannschaft 1939 in der Aufstiegsrunde an Phönix Lübeck scheiterte gelang 1940 die Rückkehr in die Gauliga. Dieses Mal konnten sich die 09er etablieren und konnten in der Saison 1942/43 einen 2:1-Sieg über den Hamburger SV feiern. Am Ende des Zweiten Weltkrieges wurde der Sportplatz der Wilhelmsburger zerstört. Eine angedachte Fusion mit dem Lokalrivalen Viktoria kam nicht zustande. In der Saison 1945/46 nahmen die 09er an der Hamburger Stadtliga teil, aus der die Mannschaft mit nur einem Punkt abstieg. Nach dem sofortigen Wiederaufstieg wurde die Mannschaft 1949 Vizemeister der Alsterliga, stieg allerdings 1951 wieder aus dem hamburgischen Oberhaus ab. Der direkte Wiederaufstieg gelang nach einem 5:0-Sieg im Entscheidungsspiel gegen den SC Sperber. Im Jahre 1956 ging es erneut eine Klasse nach unten, ehe der direkte Wiederaufstieg gelang.
1959 mussten die 09er in einem Entscheidungsspiel gegen den Harburger TB um einen Platz in der Aufstiegsrunde zur Oberliga Nord antreten. Vor 22.000 Zuschauern trennten sich beide Mannschaften 1:1 nach Verlängerung. Das Wiederholungsspiel gewann Harburg mit 2:0. Zwei Jahre später wurden die Wilhelmsburger Vizemeister, scheiterten in der Aufstiegsrunde als Tabellenletzter deutlich am Sprung in die höchste Spielklasse. Die Sturmflut von 1962, die den Sportplatz der 09er zerstörte, traf den Verein hart. Nach mehreren Jahren im Mittelmaß folgte 1969 der Abstieg aus der Landesliga. Zwar konnte erneut der direkte Wiederaufstieg geschafft werden, jedoch ging es im Jahre 1972 erneut nach unten.
Am 8. Mai 1972 fusionierte Wilhelmsburg 09 mit dem TSV Vorwärts Hamburg-Wilhelmsburg und dem Box-Club Wilhelmsburg zum Wilhelmsburger SV 93. Dieser fusionierte im Jahre 2003 mit dem TSC Viktoria Wilhelmsburg-Veddel und dem TV Jahn Wilhelmsburg zum SV Wilhelmsburg.